# Metacosma
Metacosma là một chi bướm đêm thuộc phân họ Olethreutinae trong họ Tortricidae.

## Các loài
- Metacosma impolitana Kuznetzov, 1985
- Metacosma miratorana Kuznetzov, 1988